# Alep (pokrajina)
Pokrajina Alep (ar. محافظة حلب / ALA-LC: Muḥāfaẓat Ḥalab / muˈħæːfazˤat ˈħælæb) je jedna od 14 sirijskih pokrajina. S preko 4.868.000 stanovnika (2011., procjena), je najnaseljenija sirijska pokrajina, sa skoro 23% stanovništva Sirije. Pokrajina je 5. po veličini (18.482 km2), što je oko 10% površine Sirije. Glavni grad pokrajine je Alep. Pokrajina je u saveznom parlamentu predstavljena s 52 zastupnika (od ukupno 250), od kojih 20 dolazi iz grada Alepa.

## Gradovi
Sljedeći gradovi su administrativna središta distrikata u pokrajini Alep (broj stanovnika je s popisa 2004.):
| Grad        | Stanovništvo |
| ----------- | ------------ |
| Alep        | 2.132.100    |
| Manbij      | 99.497       |
| As-Safira   | 63.708       |
| Al-Bab      | 63.069       |
| Ayn Al-Arab | 44.821       |
| Afrin       | 36.562       |
| A'zaz       | 31.623       |
| Dayr Hafir  | 18.948       |
| Jarabulus   | 11.570       |
| Atarib      | 10.657       |

## Okruzi
Pokrajina je podijeljena u 10 okruga i 46 nahija (u zagradama je broj nahija u okrugu):
- Okrug Afrin (7)
  - Nahija Afrin
  - Nahija Bulbul
  - Nahija Jindires
  - Nahija Rajo
  - Nahija Sharran
  - Nahija Shaykh al-Hadid
  - Nahija Maabatli
- Okrug Atarib (3)
  - Nahija Atarib
  - Nahija Ibbin Samaan
  - Nahija Urum al-Kubrah
- Okrug Ayn al-Arab (4)
  - Nahija Ayn al-Arab
  - Nahija Shuyukh Tahtani
  - Nahija Sarrin
  - Nahija Al-Jalabiyah
- Okrug Azaz (6)
  - Nahija Azaz
  - Nahija Akhtarin
  - Nahija Tell Rifaat
  - Nahija Mare'
  - Nahija Nubl
  - Nahija Sawran
- Okrug Al-Bab (4)
  - Nahija al-Bab
  - Nahija Tadef
  - Nahija al-Rai
  - Nahija Arima
- Okrug Dayr Hafir (3)
  - Nahija Dayr Hafir
  - Nahija Rasm Harmil al-Imam
  - Nahija Kuweires Sharqi
- Okrug Jarabulus (2)
  - Nahija Jarabulus
  - Nahija Ghandoura
- Okrug Manbij (5)
  - Nahija Manbij
  - Nahija Abu Kahf
  - Nahija Abu Qilqil
  - Nahija al-Khafsah
  - Nahija Maskanah
- Okrug Jabal Sam'an (7)
  - Nahija Jabal Sam'an (uključuje i grad Alep)
  - Nahija Tell ad-Daman
  - Nahija Haritan
  - Nahija Darat Izza
  - Nahija al-Zirbah
  - Nahija Zammar
  - Nahija Al-Hadher
- Okrug as-Safira (5)
  - Nahija as-Safira
  - Nahija Tell Aran
  - Nahija Khanasir
  - Nahija Banan
  - Nahija al-Hajib